# Grandes Chroniques de France

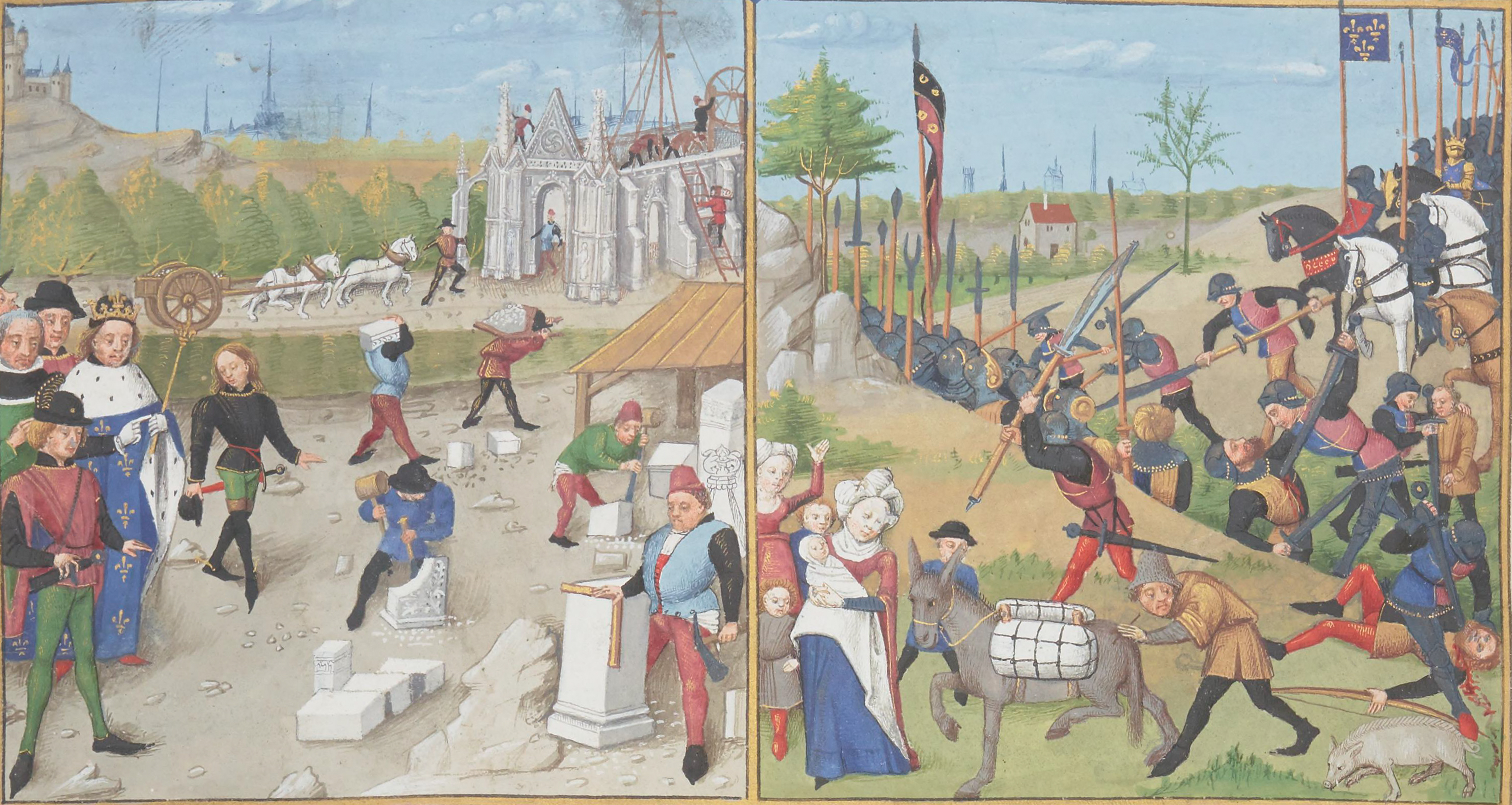
Dagoberto visita il cantiere di Saint-Denis, Parigi BnF, Fr2609, fo 60 v. Copia miniata da Robinet Testard.

Le Grandes Chroniques de France sono una preziosa cronaca medievale, spesso miniata, che ripercorre la storia del regno di Francia; la prima redazione avvenne su richiesta del re Luigi IX (ma l'attribuzione è contestata), il quale voleva che la storia tramandata dei Franchi fosse preservata e meglio conosciuta. Successivamente furono approntante nuove edizioni aggiornate fino al 1461.
Le Grandes Chroniques, che coprono l'origine dei Franchi dal presunto antenato troiano a Clodoveo, l'epoca merovingia, le dinastie carolingia e capetingia fino alla storia a loro contemporanea e all'anno 1461, costituiscono il fulcro della storia della monarchia francese. Il tutto è spesso illustrato con miniature di alta qualità (inclusa un'edizione illustrata da Jean Fouquet).

## Presentazione
Si tratta di una cronaca commissionata da Luigi IX al monaco Primat di Saint-Denis intorno al 1250. Consiste di una raccolta di vari testi in lingua latina riguardanti la storia della monarchia francese, con traduzione in francese antico. Tra le fonti: Liber Historiae Francorum, Gesta Dagoberti, Annales laureshamenses, Cronaca di Fredegario, Vita et gesta Caroli Magni, Vita Hludowici Imperatoris, Gesta Normannorum Ducum.
A poco a poco, nel tempo, si aggiungono nuovi episodi di storia, prima ad opera di altri monaci di Saint-Denis (a quel tempo il più grande centro storiografico del regno), poi dall'entourage del re stesso a partire da Carlo V. Vi lavorano Guillaume de Nangis e Jean Chartier, fra gli altri.
Quest'opera, che fa risalire l'origine dei re di Francia ai Troiani dell'antichità, ripercorre i principali fatti e gesti dei regni di tutti i re delle dinastie merovingia, carolingia e capetingia.
Se ne conservano circa 700 manoscritti, alcuni dei quali contengono notevoli miniature: quello di Giovanni il Buono (Londra, British Library, manoscritto francese miniato da Mahiet), quello di Carlo V (Parigi, Bibliothèque nationale de France, Ms. Fr. 2813), quello attribuito a Carlo VII (1455–1460, Bibliothèque nationale de France, Ms. Fr. 6465, miniato da Jean Fouquet) e quello di Filippo il Buono (1457, San Pietroburgo, Biblioteca nazionale russa).
Sono giunti fino a noi circa 130 manoscritti molto differenti tra loro, sia nella ricchezza, nel numero e nello stile delle miniature, sia nella lunghezza dei testi. La maggior parte, tuttavia, furono prodotti per una clientela reale o nobile poiché le Grandes Chroniques erano l'opera centrale della storiografia ufficiale francese in lingua corrente. L'analisi della selezione dei soggetti rappresentati in base ai periodi suggerisce un'evoluzione nel tempo delle preoccupazioni politiche delle diverse classi di committenti di libri.